# Cerro Cabaraya
Cerro Cabaraya är ett berg i Bolivia.   Det ligger i departementet Oruro, i den sydvästra delen av landet, 400 km väster om huvudstaden Sucre. Toppen på Cerro Cabaraya är 5 838 meter över havet. Cerro Cabaraya ingår i Cordillera Cabaray.
Terrängen runt Cerro Cabaraya är kuperad västerut, men österut är den bergig. Cerro Cabaraya är den högsta punkten i trakten. Trakten runt Cerro Cabaraya är nära nog obefolkad, med mindre än två invånare per kvadratkilometer.. Närmaste större samhälle är La Rivera, 16,8 km norr om Cerro Cabaraya. 
Omgivningarna runt Cerro Cabaraya är i huvudsak ett öppet busklandskap.